# 譚貞良
譚貞良（1599年—1648年），字元孩，號築岩。浙江嘉興人。明末詩人、政治人物。

## 生平
崇禎十五年（1642年）壬午科順天鄉試舉人，崇禎十六年（1643年）聯捷癸未科會試，以五經中式，殿試後，崇禎帝親自將其置於二甲第一名，賜進士出身。次年，李自成攻陷北京，明亡。貞良與石嶐深匿不出，後穿著乞丐服裝逃奔南京。擔任禮部主事。隔年，南下主持廣東鄉試，尚未到達，南京已失守。譚貞良攜家渡海至會稽。
魯王朱以海監國，授貞良福建道御史，改兵科給事中，建言請福建鄭成功救兵，又率家室泛海七晝夜，抵達福建。不久，浙東陷落。譚貞良繼續南下，在前往平和途中被歹徒襲擊受傷，幸得老儒張念雪收留，又被迎入武功山，分宅居住。
譚貞良同年進士史起明任職漳南副使，召其前往任職，未應。漳、泉兵亂後，貞良避往佛潭，不久病卒。清光緒《嘉興縣誌》有傳。

## 著作
有《狷石居遺稿》。

## 家族
父谭昌言，兄谭贞默，皆进士。有子谭吉璁。